# Carlos Camilloni
Carlos Camilloni (Ancona 1882 - Córdoba 1950). Fue un artista italiano, radicado primero en Buenos Aires en 1887, y luego en Córdoba en 1912. 

## Formación
Se formó en la Sociedad Estímulo de Bellas Artes con los maestros Ángel della Valle, Reinaldo Giudici, Eduardo Sívori, Ernesto de la Cárcova y Lucio Correa Morales.
Entre sus colegas se encontraban Jorge Bermúdez, Carlos Ripamonte y Cesáreo Bernaldo de Quirós. Asistió a los talleres de Francisco Parisi, Nazareno Orlandi y Enrique Fabbri.

## Contribuciones
En colaboración con Parisi, decoró la Catedral de Buenos Aires (1900); junto a Orlandi, el Teatro Municipal de Santa Fe (1905); con el Arq. Moretti, el Pabellón Italia de la Exposición_Internacional_del_Centenario  de Buenos Aires (1910). 
En Córdoba, bajo la dirección de Emilio Caraffa, redecoraron la Catedral de Nuestra Señora de la Asunción. A este equipo de trabajo lo integraron también Manuel Cardeñosa, Ferri, Orlandi, Rossi y el escultor Nardi (1912-1914).

## Otros trabajos
Desde 1920 fue profesor de la Academia Provincial de Bellas Artes y vicedirector a partir de 1923.
Desde 1929 se desempeñó como profesor de Composición Decorativa y Dibujo de Ornato en la Escuela de Arquitectura de la UNC, cargo que conservó hasta su muerte. 

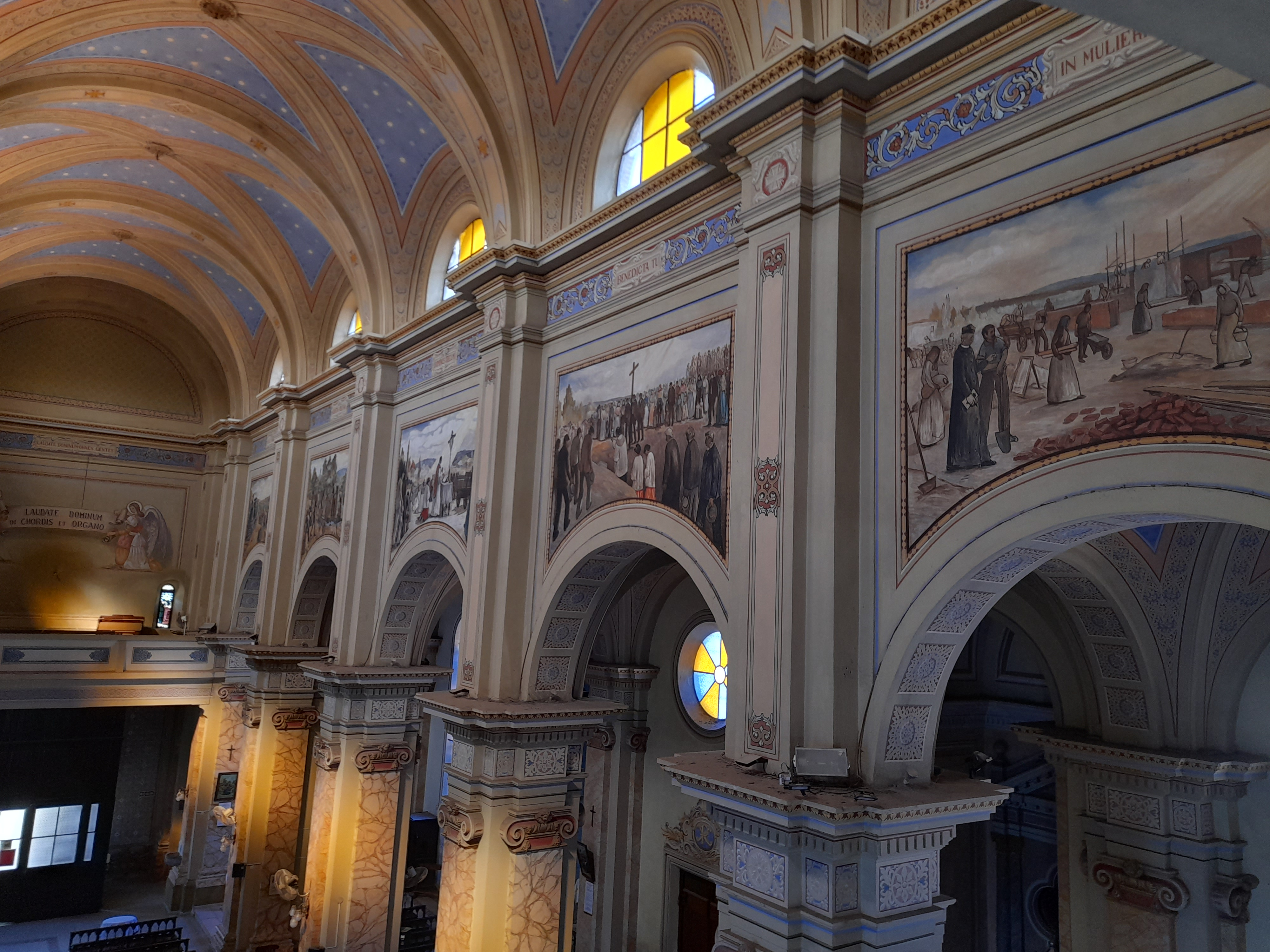
Interiores decorativos de la Iglesia Nuestra Señora de Monserrat, Colonia Caroya, Córdoba.

En los años siguientes decoró la capilla de Loreto (Seminario Conciliar de Córdoba), la iglesia San Roque, el Salón de Grados de la Universidad, el Palacio de Justicia, la iglesia de las Teresas, la capilla de Lourdes en Alta Gracia (1946), planificó la decoración de la iglesia Nuestra señora de Monserrat de Colonia Caroya (1948).
En la colección del Museo Provincial de Bellas Artes Emilio Caraffa se conservan pinturas de su autoría.